# Adelaide de Castro Alves Guimarães
Adelaide de Castro Alves Guimarães (Salvador, 22 de março de 1854 - Rio de Janeiro, 21 de setembro de 1940) foi uma escritora brasileira. Adelaide usou Sílvia como pseudônimo. Produziu seus primeiros versos ainda na infância, tendo se dedicado também à pintura, aquarela, ao desenho e à música. Foi incentivada por sua filha, Regina Glória de Castro Alves, a publicar seus trabalhos em livro, o que aconteceu somente na década de 1930. Adelaide era irmã mais nova do também escritor Castro Alves, filhos de Clélia Brasília de Castro Alves e Antônio José Alves, médico e professor.

## Vida
A família Castro Alves tem uma história marcada por riqueza cultural e intelectual. Adelaide estudou na capital da Bahia e se casou com Augusto Álvares Guimarães, um intelectual que também defendia a abolição da escravatura. Juntos, tiveram três filhas. Por causa da atuação política de Augusto, ela se mudou para o Rio de Janeiro.
Na Bahia, a casa do casal era reconhecida como um dos salões mais notáveis durante o Segundo Reinado.
O nome de Adelaide costuma estar associado à preservação da memória do irmão, tanto pelos relatos que ela forneceu quanto pelo processo de doação e autenticação do arquivo pessoal para a Biblioteca Nacional, que ela chamava de "arquivo de Cecéu".  Nesse arquivo, é possível ler cartas de Castro Alves para Adelaide, a quem ele se referia como Sinhá.
Sua atuação política e seu envolvimento com o feminismo podem ser estudados através de suas contribuições para a Revista Brasil Feminino, publicada entre 1932 e 1937, na qual Adelaide integrou o corpo editorial durante um período marcado pela luta das mulheres por direitos civis.

## Obra
Em seus textos, são encontradas referências à Narcisa Amália e Auta de Souza. A pesquisadora Zahidé Muzart encontrou os livros de Adelaide na Biblioteca Central do Estado da Bahia, em Salvador. Além das epígrafes dedicadas a outras mulheres, Muzart destacou a preferência de Adelaide por temas como amor, morte, saudade, estando presentes também  elementos de erotismo e misticismo. Quanto à forma, Muzart observou predileção por poemas curtos, como quadrinhas e redondilhas.
As características de sua produção são relacionadas ao parnasianismo e ao lirismo ultrarromântico.
A única obra publicada em vida foi O imortal, sendo Arpejos em surdina organizado pelas filhas em homenagem póstuma no centenário de nascimento.

## Livros publicados
- O imortal: versos de outrora. Rio de Janeiro: Marisa, 1933.
- Arpejos em surdina. 1954.